# Sidi-Ferruch (Q181)
Pour les articles homonymes, voir Sidi-Ferruch (homonymie).
Le Sidi-Ferruch est un sous-marin français de la classe 1 500 tonnes. Lancé en 1937, il appartient à la série M6.

## Histoire

### Développement
Le Sidi-Ferruch fait partie d'une série assez homogène de 31 sous-marins océaniques de grande patrouille, aussi dénommés 1 500 tonnes en raison de leur déplacement. Tous sont entrés en service entre 1931 (Redoutable) et 1939 (Sidi-Ferruch).
Longs de 92,30 mètres et larges de 8,10, ils ont un tirant d'eau de 4,40 mètres et peuvent plonger jusqu'à 80 mètres. Ils déplacent en surface 1 572 tonnes et en plongée 2 082 tonnes. Propulsés en surface par deux moteurs diesel d'une puissance totale de 6 000 chevaux, leur vitesse maximum est de 18,6 nœuds. En plongée, la propulsion électrique de 2 250 chevaux leur permet d'atteindre 10 nœuds.
Appelés aussi « sous-marins de grandes croisières », leur rayon d'action en surface est de 10 000 nautiques à 10 nœuds et en plongée de 100 nautiques à 5 nœuds.
Mis en chantier le 30 janvier 1932 avec le numéro de coque Q181, le Sidi-Ferruch est lancé le 9 juillet 1937 et mis en service le 1er janvier 1939. Il est le dernier sous marin-du type "1500" tonnes

### Seconde Guerre mondiale
Il est affecté, au début de la Seconde Guerre mondiale, à la 8e division de sous-marins, basée à Brest, qu'il forme avec l'Agosta, l'Ouessant et le Bévéziers.
Dès la déclaration de guerre le 3 septembre 1939, il patrouille au large des ports de la côte nord de l'Espagne, où s'est réfugiée une partie de la flotte de commerce allemande, suspectée de servir de ravitailleurs aux U-Boote allemands. Au début du mois d'octobre, il part pour les Antilles avec la 8e division. Il escorte ensuite deux convois (dont HX 27) depuis Halifax jusqu'à Liverpool et regagne Brest le 27 mars 1940. Après un petit carénage, il est envoyé à Casablanca où il se trouve lorsque l'armistice entre en vigueur le 25 juin 1940. Il patrouille ensuite dans le golfe de Guinée. Il rentre d'AEF le 25 septembre lorsque les Britanniques attaquent Dakar. Il échappe à un avion de reconnaissance qui le bombarde.
Le 28 octobre, il forme avec le Casabianca, le Sfax et le Bévéziers la 2e division de sous-marins basée à Casablanca. Il est brièvement détaché à Conakry en février et mars 1941. Le matin du 8 novembre, les forces françaises en Afrique du Nord sont surprises par l'attaque anglo-américaine. À Casablanca, les Tonnant, Conquérant et Sidi-Ferruch gagnent le large sous les bombes des avions américains, qui tuent le lieutenant de vaisseau Paumier, commandant du Tonnant et blessent le capitaine de corvette Laroze, commandant du Sidi-Ferruch. Le 13 novembre, après la signature d'un cessez-le-feu, le Sidi-Ferruch est attaqué par un bombardier américain de l'USS Suwannee et disparaît avec tout son équipage.